# 中田町 (郡山市)
中田町（なかたまち）は福島県郡山市にある町。かつては福島県中通り東部、田村郡に属していた中田村だった。

## 概要
郡山市街の東に位置する農業が主産業の地域。和紙づくりの条件が揃っていることから、海老根地域では特産の海老根和紙の製作が行なわれてきた。伝統芸能としては柳橋歌舞伎が伝わっている。
郡山市との合併後、海老根和紙の製作や柳橋歌舞伎の伝統は一時期途絶えるが、その後、ともに復活し、以後、毎年9月には柳橋歌舞伎の上演や、海老根和紙による灯籠の祭「海老根長月宵あかり〜秋蛍〜」が行なわれている。

## 歴史
- 1956年（昭和31年）9月1日 - 宮城村・御舘村が合併し、中田村が発足する。
- 1965年（昭和40年）8月1日 - 中田村・西田村が郡山市に編入される。これにより、地方自治体としての中田村が消滅する。

### 行政区域変遷
- 変遷の年表

| 中田村村域の変遷（年表） | 中田村村域の変遷（年表） | 中田村村域の変遷（年表） |
| 年                       | 月日                     | 旧中田村村域に関連する行政区域変遷 |
| ------------------------ | ------------------------ | --- |
| 1889年（明治22年）       | 4月1日                   | 町村制施行に伴い、以下の村がそれぞれ発足。 - 宮城村 ← 赤沼村・高倉村・上石村・海老根村 - 御舘村 ← 下枝村・柳橋村・黒木村・駒板村・木目沢村・牛縊村・本郷村・中津川村 |
| 1956年（昭和31年）       | 9月1日                   | 宮城村・御舘村が合併し中田村が発足。 |
| 1965年（昭和40年）       | 8月1日                   | 中田村は西田村とともに郡山市に編入され、消滅。 |

- 変遷表

| 中田村村域の変遷表 | 中田村村域の変遷表 | 中田村村域の変遷表 | 中田村村域の変遷表    | 中田村村域の変遷表          | 中田村村域の変遷表 | 中田村村域の変遷表 |
| 1868年 以前        | 1868年 以前        | 明治22年 4月1日    | 明治22年 - 昭和64年   | 明治22年 - 昭和64年         | 平成元年 - 現在    | 現在               |
| ------------------ | ------------------ | ------------------ | --------------------- | --------------------------- | ------------------ | ------------------ |
|                    | 赤沼村             | 宮城村             | 昭和31年9月1日 中田村 | 昭和40年8月1日 郡山市に編入 | 郡山市             | 郡山市             |
|                    | 高倉村             | 宮城村             | 昭和31年9月1日 中田村 | 昭和40年8月1日 郡山市に編入 | 郡山市             | 郡山市             |
|                    | 上石村             | 宮城村             | 昭和31年9月1日 中田村 | 昭和40年8月1日 郡山市に編入 | 郡山市             | 郡山市             |
|                    | 海老根村           | 宮城村             | 昭和31年9月1日 中田村 | 昭和40年8月1日 郡山市に編入 | 郡山市             | 郡山市             |
|                    | 下枝村             | 御舘村             | 昭和31年9月1日 中田村 | 昭和40年8月1日 郡山市に編入 | 郡山市             | 郡山市             |
|                    | 柳橋村             | 御舘村             | 昭和31年9月1日 中田村 | 昭和40年8月1日 郡山市に編入 | 郡山市             | 郡山市             |
|                    | 黒木村             | 御舘村             | 昭和31年9月1日 中田村 | 昭和40年8月1日 郡山市に編入 | 郡山市             | 郡山市             |
|                    | 駒板村             | 御舘村             | 昭和31年9月1日 中田村 | 昭和40年8月1日 郡山市に編入 | 郡山市             | 郡山市             |
|                    | 木目沢村           | 御舘村             | 昭和31年9月1日 中田村 | 昭和40年8月1日 郡山市に編入 | 郡山市             | 郡山市             |
|                    | 牛縊村             | 御舘村             | 昭和31年9月1日 中田村 | 昭和40年8月1日 郡山市に編入 | 郡山市             | 郡山市             |
|                    | 本郷村             | 御舘村             | 昭和31年9月1日 中田村 | 昭和40年8月1日 郡山市に編入 | 郡山市             | 郡山市             |
|                    | 中津川村           | 御舘村             | 昭和31年9月1日 中田村 | 昭和40年8月1日 郡山市に編入 | 郡山市             | 郡山市             |

## 人口
総数 [単位： 人]
| 1960年（昭和35年） | 9,974 |
| 2010年（平成22年） | 5,621 |
| 2015年（平成27年） | 4,935 |

## 行政
- 中田行政センター
- 郡山地方広域消防組合 郡山消防署中田分署
- 中田スポーツ広場

## 郵便
- 宮城郵便局
- 柳橋郵便局
- 下枝簡易郵便局

## 農業
- 花木団地が立地
- 田畑が広がる

## 教育
小学校
- 郡山市立宮城小学校 - 旧中田村立高倉小学校1873年（明治6年）創立。
- 郡山市立海老根小学校 - 旧中田村立海老根小学校1893年（明治26年）創立。
- 郡山市立御舘小学校 - 旧中田村立御舘小学校1873年（明治6年）創立。

中学校
- 郡山市立宮城中学校 - 旧中田村立宮城中学校1947年（昭和22年）創立。
- 郡山市立御舘中学校 - 旧中田村立御舘中学校1947年（昭和22年）創立。

高等学校
- 福島県立安積高等学校御舘分校

養護学校
- 福島県立あぶくま支援学校

## 交通

### 路線バス
- 福島交通により運行されている。

### 道路
県道
- 福島県道40号飯野三春石川線
- 福島県道54号須賀川三春線
- 福島県道65号小野郡山線
- 福島県道144号谷田川三春線

## 名所・旧跡・観光スポット・祭事・催事
- 紅枝垂地蔵桜（「滝桜の娘」の異名を持つ、郡山市指定天然記念物）
- 上石の不動桜（丘の頂に不動堂とともにそびえ立つ、郡山市指定天然記念物）
- 花木団地（桜など様々な花が見られる花の名所）

### 祭事
- 9月 柳橋歌舞伎（毎年9月中旬に開催、郡山市指定重要無形民俗文化財）
- 9月 海老根長月宵あかり〜秋蛍〜（地域で伝承される海老根和紙による灯籠の祭）